# Collège du Sacré-Cœur de Charleroi
Le Collège du Sacré-Cœur de Charleroi (ou actuellement ASBL Centre Scolaire du Sacré-Cœur) est un établissement d'enseignement ayant une section primaire et une section secondaire situé à Charleroi. De 1876 à 2021, il a accueilli une communauté de pères Jésuites.

## Histoire

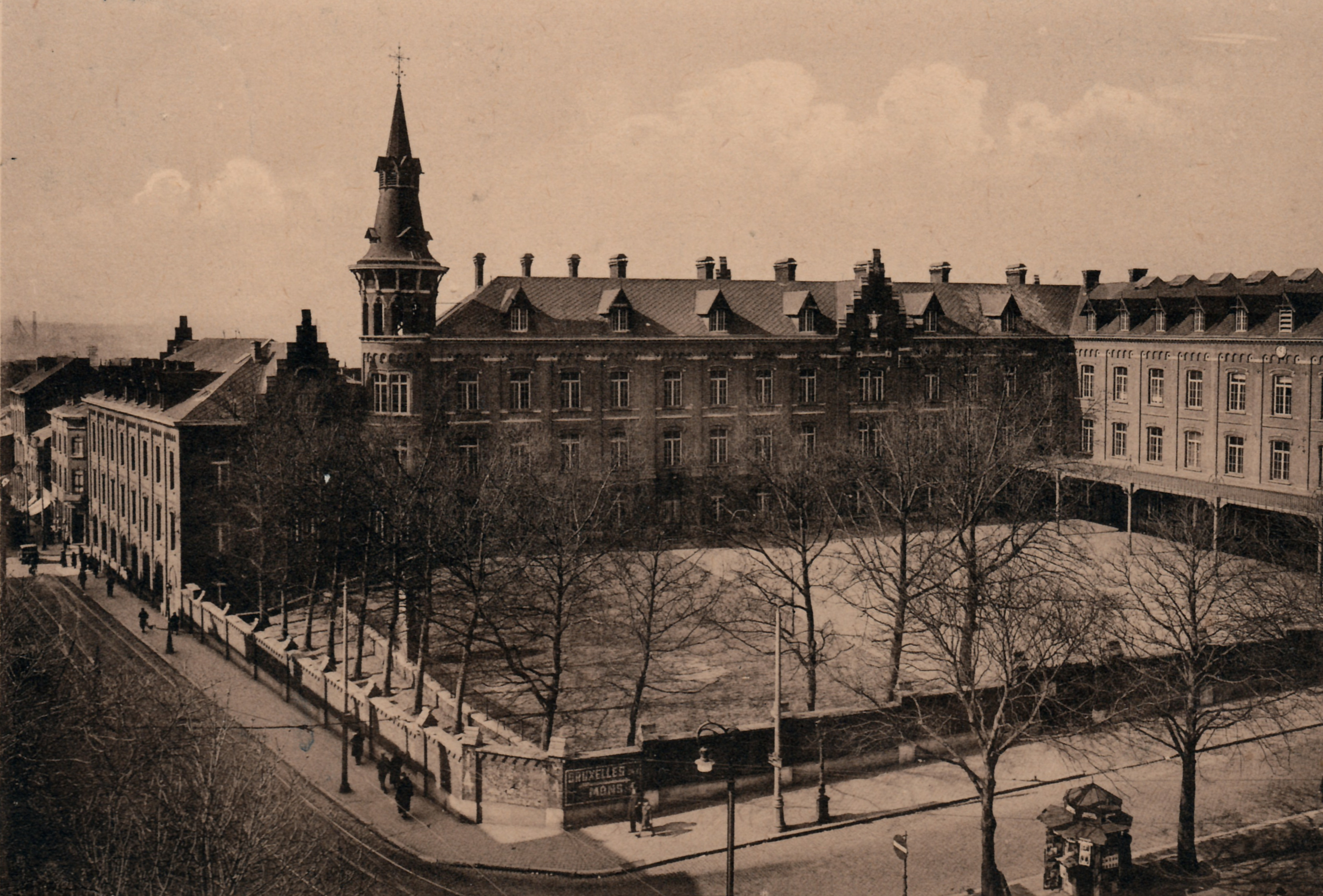
Vue d'ensemble au début des années 1930.

Vers 1870, vu l'essor économique et démographique que connaissait le Pays de Charleroi, la Compagnie de Jésus décide l'installation dans la métropole carolorégienne d'un collège qui dispenserait un enseignement selon la pédagogie jésuite.
La Compagnie de Jésus fonde en 1872 à la Porte de Mons un collège placé sous la direction du chanoine Wouters, premier directeur de cet établissement.  
Des démarches sont ensuite entreprises à Rome auprès du pape Pie IX pour voir pérennisée l'installation effective de la Compagnie de Jésus à Charleroi où les Jésuites pourront dispenser leur enseignement. Le 3 octobre 1876, les Pères de la Compagnie de Jésus transfèrent le Collège à la rue de Dampremy dans la Ville-Basse de Charleroi. Il prend alors le nom de Collège du Sacré-Cœur auquel il est dédié. Ils s'installent dans une ancienne école des Frères des écoles chrétiennes avec comme directeur le Révérend Père Azarie Thomas qui se trouvait déjà à Charleroi pour y répandre le culte du Sacré-Cœur. En même temps, commence la construction à la rue de Montignies de l'important ensemble de bâtiments du collège du Sacré-Cœur. 
Déjà, le 17 août 1875, les Jésuites avaient acquis une étroite bande de terrain pour y construire une chapelle et une maison. Le 4 juillet 1876, malgré l'obstruction des autorités communales libérales de Charleroi, les Jésuites acquièrent les terrains nécessaires en utilisant le subterfuge de prête-noms. Le 14 juin 1877, était posée la première pierre du Collège du Sacré-Cœur édifié par Auguste Cador dans un style néogothique flamand. L'église intégrée aux bâtiments du collège est une reproduction de la chapelle de Paray-le-Monial et n'est ouverte qu'à partir du 8 décembre 1877. En 1881, les travaux sont complètement terminés et, en 1901, l'église fait l'objet d'agrandissements d'après les plans du Père Antonni.
Le nombre d'élèves connaît alors un essor rapide. Au départ, 167 élèves étaient inscrits et ce nombre passe à 700 au début du XXe siècle.  
Lors de la Première Guerre mondiale, le collège du Sacré-Cœur accueille d'août 1914 à 1917 les élèves de l'Institut Saint-Joseph de Charleroi dont les bâtiments ont brûlé à la suite du bombardement du centre de Charleroi par les Allemands.   
Le 16 mai 1926 est fêté le jubilé d'or de cette institution et un Te Deum est célébré à cette occasion à la chapelle du collège.
Au milieu des années 1960, une nouvelle aile destinée à l'école primaire est ajoutée aux bâtiments construits par Auguste Cador.
Dans les années 1970, il est décidé de remplacer les bâtiments du XIXe siècle par un ensemble plus moderne et adapté à l'enseignement actuel. 

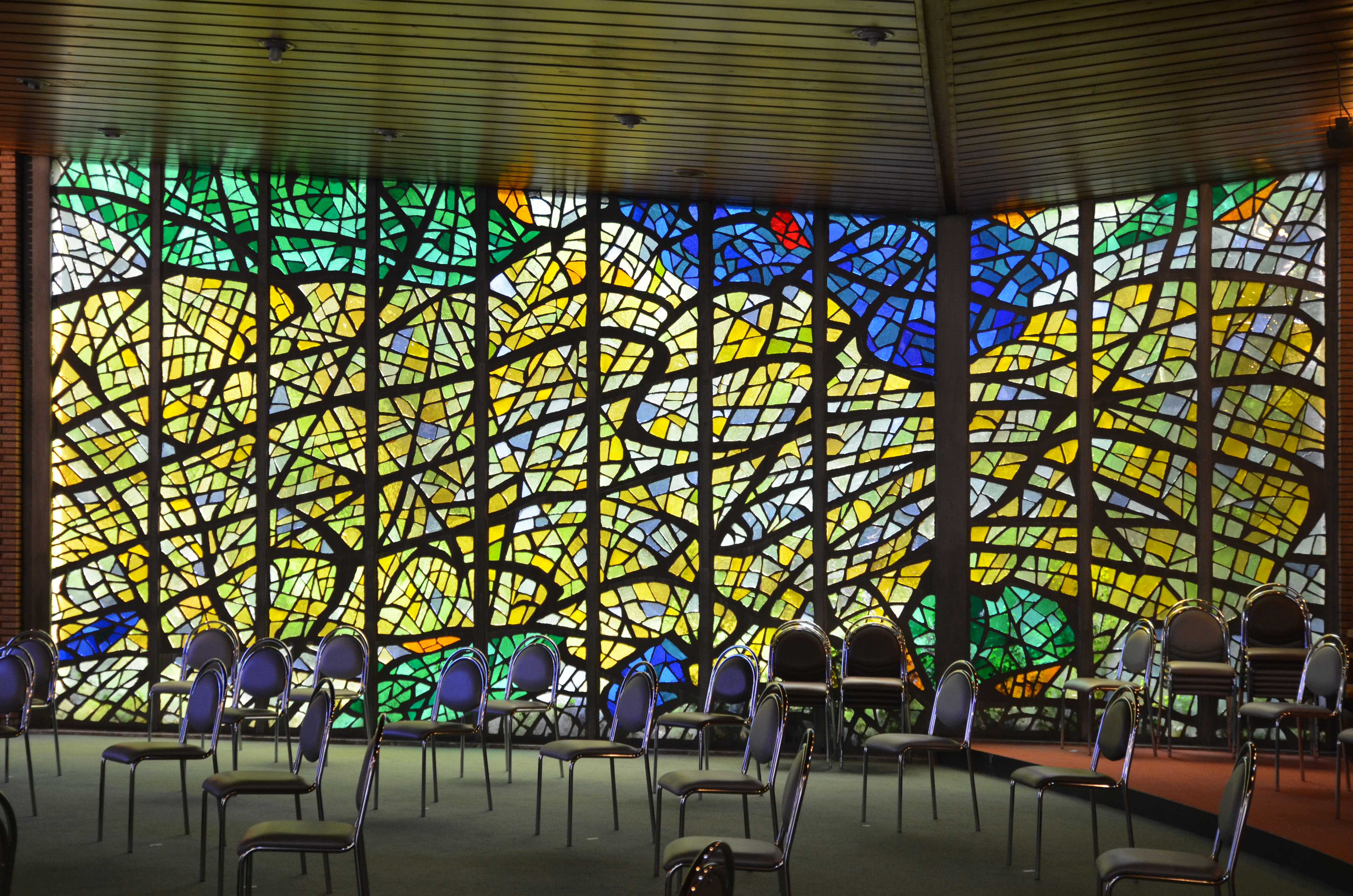
Les vitraux de chapelle actuelle.

En 1975, les bâtiments du collège édifiés en 1877 par Auguste Cador sont détruits et remplacés par le bâtiment actuel de style fonctionnaliste. Une chapelle y est accolée, construite en 1975 dont la réalisation des vitraux est placée sous la supervision du peintre verrier, le Père Bouler, jésuite . D'architecture résolument moderne, elle est agrémentée de vitraux multicolores. Une salle de sport de grande taille a également été ajoutée à l'ensemble éducatif.
Pendant les travaux, les enseignants et les élèves d'humanités ont déménagé dans le quartier des casernes au boulevard Pierre Mayence.
Dans les années 1970, la mixité est introduite en primaire et en humanités dans les classes du collège.
Depuis 2006, un programme d'immersion en néerlandais est mis en option dans le secondaire. Cet apprentissage en immersion s’appelle E.M.I.L.E (Enseignement de Matières par l’Intégration d’une Langue Etrangère) et consiste en « une procédure pédagogique visant à assurer la maîtrise des compétences attendues en dispensant une partie des cours et des activités pédagogiques de la grille horaire dans une langue moderne autre que le français en vue de l’acquisition progressive de cette autre langue ».
Le 19 septembre 2021, après quelque 150 ans de présence à Charleroi, les Jésuites font leurs adieux à la cité hennuyère au cours d'une cérémonie associant paroissiens, anciens élèves et membres du corps enseignant au Collège du Sacré-Cœur.
La devise du Centre scolaire du Sacré-Cœur est désormais la suivante :  « L'ingéniosité au service d'un monde plus juste ».

## Mission du Centre scolaire
- L’éducation par le Centre scolaire constitué d’un bâtiment pour l’enseignement primaire, d’un bâtiment pour l’enseignement secondaire et d’un institut d’enseignement technique toujours animé par la spiritualité et la dynamique pédagogique ignatienne et conduit par des laïcs engagés dans la même mission ;
- Une mission spirituelle par la présence de la chapelle, lieu de rassemblement de chrétiens de la région de Charleroi qui continue d’être un lieu de célébration catholique[5].

## Alumni
- Georges Lemaître (1894-1966) : astronome et physicien ;
- Jean-Marie André (1944-2023) : chimiste ;
- Marcel Leborgne (1898-1976) : architecte ;
- Élie Baussart (1887-1965) : homme de lettres, syndicaliste et militant wallon ;
- René Dupriez (1895-1950) : journaliste, homme politique et résistant ;
- Eudore Devroye (1869-1929) : prêtre jésuite, pédagogue et résistant ;
- Simon Brigode (1909-1978) : architecte et professeur d'université ;
- Jacques Dupuis (1923-2004) : prêtre jésuite, missionnaire et enseignant ;
- Paul Lebeau (1925-2012) : prêtre jésuite, enseignant et œcuméniste ;
- Paul Pastur (1866-1938) : homme politique fondateur de l'enseignement provincial du Hainaut ;
- Jean Duvieusart (1900-1977) : homme politique belge et européen ;
- Philippe Maystadt (1948-2017) : homme politique belge et européen.

## Aujourd'hui
Le Collège du Sacré-Cœur, voué à l'enseignement primaire, secondaire et technique, est l'un des plus grands établissements d'enseignement de Charleroi avec 500 élèves pour l'enseignement primaire et 1000 élèves pour l'enseignement secondaire. Avec neuf autres établissements, il fait partie de la « Coordination des écoles jésuites en Belgique francophone » (Cocéjé).